# اللؤلؤة السوداء (مسلسل أرجنتيني)
اللؤلؤة السوداء (بالإسبانية: Perla negra)‏ مسلسل تلفزيوني أرجنتيني أنتجته شركة راؤول ليكونا بالتعاون مع قناة تيليفي التليفزيونية، تم بثه بين عامي 1994 و 1995. بطولة أندريا ديل بوكا وغابرييل كورادو يشارك في البطولة هنري زكا، نوربرتو دياز، جينو ريني، ماريا بيا، إدواردو ساباك ومارسيلا جيرتي. وميلي ستيغمان والممثلة القديرة ماريا روزو جالو. شعبية المسلسل عبرت الحدود وأصبحت ناجحة حيث تم بثها في منتصف التسعينيات، ونتيجة لنجاح "اللؤلؤة السوداء"، ظهرت عدة "عمليات إعادة تشكيل بنسخ مختلفة" مثل "Pearl" " (مكسيكي) أو " بيرولا نيجرا " (برازيلي) أو " روزا دياموند " (إنتاج مشترك بين المكسيك والولايات المتحدة).
انطلق العمل الفني التلفزيوني في استوديوهات سونوتكس في مارتينيز، مقاطعة بوينس آيرس، التي كانت مملوكة في ليكونا في ذلك الوقت. تألفت القصة من 200 حلقة، كتبها إنريك توريس وإخراج نيكولاس ديل بوكا، والد أندريا. كما تم بثه في العديد من البلدان في جميع أنحاء العالم، بما في ذلك إسبانيا، على قناة TVE-1 وفي إيطاليا على قناة Rete 4، التي بثتها على العرض العالمي الأول منذ 14 سبتمبر 1994.
خلال عام 2007، أعلنت أندريا ديل بوكا أنها ستقوم بالجزء الثاني من فيلم «تيلينوفيلا»، الذي كان في هذه المناسبة سوف يتألق بطولتها، إلى جانب الممثل المكسيكي المقيم في المكسيك، سايس ليسازو. ولكن سرعان ما تم استبعاد المشروع بسبب نقص الميزانية. النهج التالي من أندريا ديل بوكا لحكومة نيستور كيرشنر وكريستينا فيرنانديز عملا تقارير صحفية بأن القناة السابعة، التلفزيون العام، ستمول الجزء الثاني من تيلينوفيلا في عام 2011، وهو أمر لم يتحقق أبدا.

## ملخص
تبدأ أحداث المسلسل بظهور إمرأة غامضة تترك طفلة رضيعة في مدرسة وكانت هذه الطفلة اسمها بيرلا وتركت السيدة الغامضة معها 22 لؤلؤة سوداء لكي تقوم المدرسة بتعليمها مقابل استخدام واحد وعشرون لؤلؤة عن كل سنة من تعليمهم، حتى سن الرشد، على أن تعطى آخر لؤلوة عند مغادرة المدرسة الداخلية، تتعرف الطفلة بيرلا على فتاة اسمها آيفا ويصبحان صديقتان حميمتان.
وتتوالى الأحداث وتلتقي آيفا ب فتى وسيم يدعى توماس، تقع في حبه وتصبح حاملاً منه دون علمه، وتخبر ايفا صديقتها المقربة بيرلا بذلك واتفقتان على تربية الطفل تشارلي ولكن بعد فتره ايفا تصلها رسالة من بوينس آيرس يخبروها ان جدها توفي وحصلوها على 40 ٪ من ثروته، تقرر ايفا الذهاب إلى عائلتها وهي في طريقها حصل حادث مروِّع ينتج عنه مفارقة ايفا للحياة وفقدان بيرلا وعيها، حينها قررت بيرلا التظاهر بأنها آيفا، بحيث لا يودع الطفل تشارلي إلى دار للأيتام، إعتقد الجميع ان بيرلا هي ايفا لحملها الاوراق التي كانت معها واصبحت هي المسئوولة عن الطفل
إلى جانب ذلك، تقرر الإنتقام من توماس ولكن ما لم يكن في الحسبان هو الوقوع في حبه.
وجدت بيرلا ان الجميع لا يرحبون بها في منزل ايفا وتكتشف ان توماس خطيب مالفينيا إبنة عم آيفا وتتوالى الأحداث ولا يعرف توماس عن ابنه تشارلي.

## طاقم العمل
- أندريا ديل بوكا - بيرلا
- غابرييل كورادو - توماس الفاريز توليدو
- ماريا روزا جالو - روزاليا باتشيكو غويرغو
- خورخي ديليا - فرناندو ألفاريز توليدو
- نوربرتو دياز - فرناندو ألفاريز توليدو جونيور
- سيسيليا ماريسكا - ريناتا الفاريز توليدو
- جينو ريني - لوريانو باجيو
- ميلي ستيجمان - مالفينيا باجيو
- باتريشيا كاستل - بلانكا
- مارسيلو كوسنتينو - إلياس باجيو
- مارسيلا غورتي - إيفا باتشيكو غويرغو
- غوستافو غيين - ماتياس
- ريجينا لام - الآنسة هيلين
- ماريا بيا - لوسيلا الفاريز توليدو
- إدواردو ساباك - أوغوستين لاريتا
- ألفريدو زيمه - بنيامين
- خوسيه ماريا لوبيز - زكرياس
- راكيل كاسال - ايبوتي
- ريتا تيرانوفا - ماريا
- فاكودنو أرانا - ليوناردو باستيدس
- هومبرتو سيرانو - هوراسيو دي لا كانالي

## الفريق الفني
- الفكرة الأصلية والمنتج العام: راؤول ليكونا
- المؤلف: إنريك توريس
- المخرج: نيكولاس ديل بوكا
- المنتج: أورنيلا زامبيسينيني
- الإضاءة: كارلوس إتشنك
- مأساة: غايا أراغونا، غابرييل سيماري
- سينوغرافيا: هوراسيو اسكيفل، ماريا باسيليكو
- الأزياء: أنابيلا ديل بوكا
- الصوت: سيلينا أماديو

## الموسيقى التصويرية
- الحب (بالإسبانية: El Amor )‏ - أداء (اندريا ديل بوكا)
- الهذيان - أداء (لويس ميغيل)
- مركز قلبي - أداء (شايان)
- واعتقد انك - أداء (فرانكو دي فيتا)
- أشياء للحياة - أداء (إيروس رامازوتي)
- فقط لأجلك - أداء (سيرجيو دلما)
- أين يذهب الحب - أداء (ريكاردو مونتانير)
- الحب الذي ينتهي هكذا - أداء (لويس أنخيل ماركيز)
- من الأفضل بهذه الطريقة - أداء (كريستيان كاسترو)
- سرير وطاولة - أداء (روبرتو كارلوس)

## روابط خارجية
- اللؤلؤة السوداء على موقع IMDb (الإنجليزية)
- اللؤلؤة السوداء على موقع كينوبويسك (الروسية)
- اللؤلؤة السوداء على موقع قاعدة بيانات الفيلم (الإنجليزية)